# شب کوتاه
شب کوتاه یا شب زودگذر (به انگلیسی: The Short Night) فیلمی بود که توسط آلفرد هیچکاک طراحی شده بود.
ساخت این پروژه، ابتدا در اواخر دهه ۱۹۶۰ در زمان جستجوی لوکیشن برای فیلمبرداری فیلم توپاز در فنلاند، توسط هیچکاک اعلام شد. یک تریلر تعلیق‌دار عاشقانه با عناصر جاسوسی؛ فیلم‌نامه آن هم بر اساس رمانی با همین نام از رونالد کرکبراید و همین‌طور کتاب غیرداستانی مستند دربارهٔ ماجرای یک مأمور دوگانه واقعی (جورج بلیک) با عنوان بهار جورج بلیک نوشته شان بورک است. هیچکاک از قبل حق امتیاز هر دو داستان را خریده بود.
هیچکاک این پروژه را به علت بیماری در مرحله نوشتن رها کرد و مدتی بعد درگذشت.